# Acacia maxwellii
Acacia maxwellii är en ärtväxtart som beskrevs av Joseph Henry Maiden och Blakeley. Acacia maxwellii ingår i släktet akacior, och familjen ärtväxter. Inga underarter finns listade i Catalogue of Life.